# Цемах, Наум Лазаревич
Наум Лазаревич Цемах (1887, Рогозница, Гродненская губерния — 1939, Нью-Йорк) — актёр и режиссёр еврейского театра. Один из основателей театра «Габима».

## Биография
Родился в семье Элиэзера Цемаха и его жены Зисл Домовской. Работал в Польше учителем древнееврейского языка. 
С 1909 года занимался театром. В 1914 году в Варшаве играл спектакли передвижной театр. Театр-студия «Габима» был создан в Москве М. Гнесиным, Н. Цемахом и Х. Ровиной при поддержке К. С. Станиславского в 1917 году. С 1923 года — Государственный академический театр.
Один из самых известных спектаклей — «Гадибук» (Москва, 1922, режиссёр — Е. Б. Вахтангов), не сходил со сцены до конца 1960-х годов. В 1924 году театр играет спектакли в здании Лазаревского института в Армянском переулке.
В 1927 году, во время гастролей в США, происходит раскол труппы Габимы. Цемах с небольшим количеством актёров остаются в Америке, тогда как основная труппа отправляется в Эрец-Исраэль. В Америке Цемах занимается режиссурой и преподаванием. В 30-е годы — в Тель-Авиве, пытается воссоединиться с труппой Габимы, безуспешно. В 1937 году возвращается в США.
Брат — актёр В. Л. Цемах, сестра — актриса Шифра Баракас-Цемах, жена — актриса Мириам Иосифовна Гольдина. Сын — Ариэль (Чарлз) Цемах (1930), профессор физики в университете Лос Аламос, США.

## Театральные работы

### Габима

#### Актёр
- Вечер студийных работ (1918)
- Вечный жид (1920) (по Д. Пинскому)
- Гадибук (1922) (по С. Ан-скому) — Азриэль
- Сон Иакова (1925) (по Р. Бер-Гофману)